# Hippoboscoidea
Hippoboscoidea Brues & Melander, 1932 é uma superfamília da ordem dos Diptera (moscas), cujos membros são todos ectoparasitas hematófagos, frequentemente ápteros. Os imagos possuem estruturas bucais, do tipo cortador-chupador, destinadas a picar e sugar os vertebrados de cujo sangue se alimentam. A superfamília inclui cinco famílias.

## Lista de famílias
- Glossinidae
- Hippoboscidae
- Mormotomyiidae
- Nycteribiidae
- Streblidae